# هاوپت‌اشتورم‌فورر

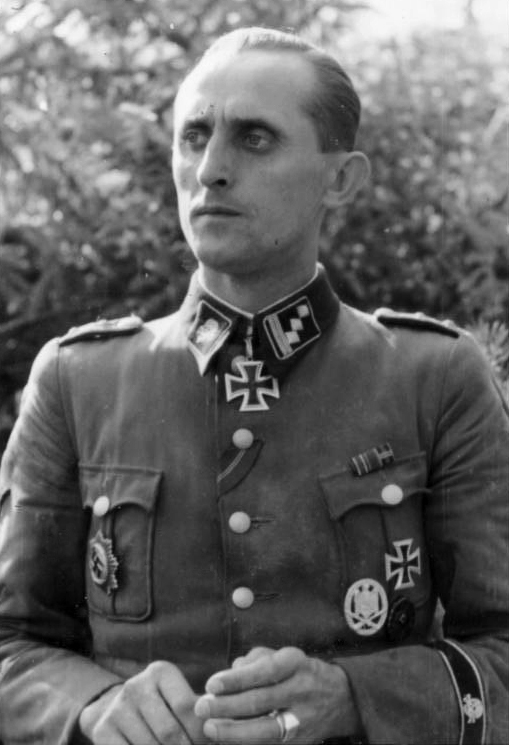
ماکس زیلا با لباس و نشان هاوپت‌اشتورمفورر در وافن اس‌اس

هاوپت‌اشتورمفورر (آلمانی: Hauptsturmführer) یک درجه مربوط به نیروهای نظامی حزب ملی سوسیالیست کارگران آلمان بود که توسط برخی سازمان‌ها مانند اس‌اس و اس آ استفاده می‌شد. این درجه معادل سروان (هاوپتمان) در ورماخت بود و در سال ۱۹۲۸ ایجاد شد. این درجه بالاتر از اوبراشتورمفورر و پایین‌تر از اشتورمبانفورر قرار داشت.

## نشان‌ها

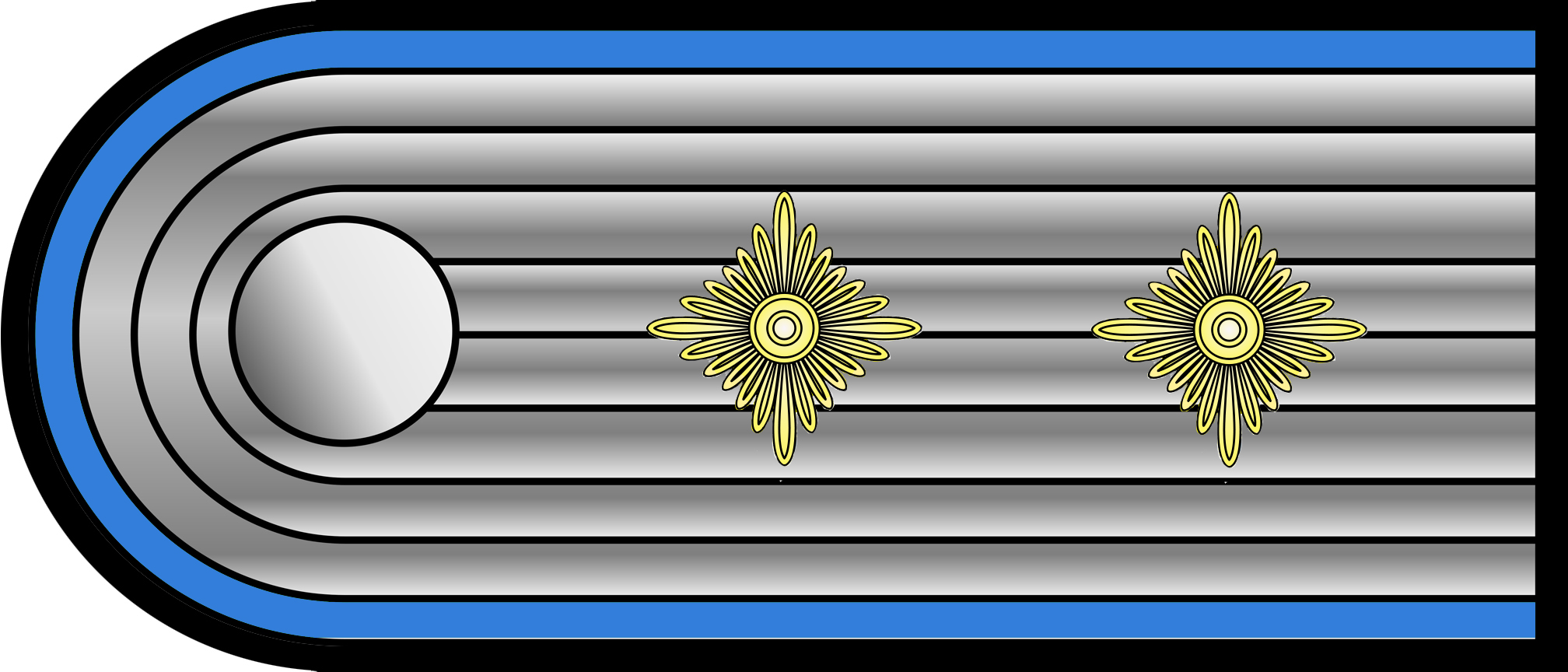
نشان سردوشی
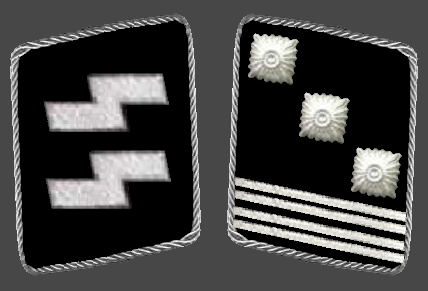
نشان یقه
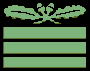
استتار نظامی